# Alberto Nin (abogado)
Alberto Nin (Montevideo, 1853 - 1919) juez, diplomático, escritor y profesor uruguayo de derecho penal.

## Biografía
Estudió en la Facultad de Derecho de Montevideo donde logró el título de Licenciado en Derecho en 1876. Trabajó en tareas administrativas y también como docente en la Facultad de Medicina en 1878 y posteriormente, durante el gobierno de Máximo Santos, en la Facultad de Derecho durante el año 1883. Otras de sus actividades dentro del ámbito educativo fue se prosecretario de la Universidad y también fundador del Club Universitario. Ocupó un importante cargo entre 1883 y 1887 en el Superior Tribunal de Justicia y posteriormente en Inglaterra, como Encargado de Negocios. Dos años más tarde se convierte en Ministro residente y para mayo de 1894 en Ministro Plenipotenciario, acreditándose ante los gobiernos de Bélgica y Suiza simultáneamente.
Luego de ese período abandonó sus funciones diplomáticos y su carrera política y se dedicó a tareas agrícolas y ganaderas en el Departamento de Tacuarembó. No obstante esto, tuvo un rol como mediador en la revolución de 1897.
Se destacó en el ámbito de la crítica literaria e histórica, publicando varios textos entre los que se encontraron "El constitucionalismo y los partidos tradicionales", "Las sonatas modernistas" (1904), "Ibsen y la crítica francesa" (1909), algunos de los cuales iban firmados con seudónimos como "Karl", "Marcelo Karl" o "Bartolo Pira".